# Championnat de France d'échecs des clubs 2009
 (août 2022).
La mise en forme du texte ne suit pas les recommandations de Wikipédia : il faut le « wikifier ».
Les points d'amélioration suivants sont les cas les plus fréquents. Le détail des points à revoir est peut-être précisé sur la page de discussion.
- Les titres sont pré-formatés par le logiciel. Ils ne sont ni en capitales, ni en gras.
- Le texte ne doit pas être écrit en capitales (les noms de famille non plus), ni en gras, ni en italique, ni en « petit »…
- Le gras n'est utilisé que pour surligner le titre de l'article dans l'introduction, une seule fois.
- L'italique est rarement utilisé : mots en langue étrangère, titres d'œuvres, noms de bateaux, etc.
- Les citations ne sont pas en italique mais en corps de texte normal. Elles sont entourées par des guillemets français : « et ».
- Les listes à puces sont à éviter, des paragraphes rédigés étant largement préférés. Les tableaux sont à réserver à la présentation de données structurées (résultats, etc.).
- Les appels de note de bas de page (petits chiffres en exposant, introduits par l'outil «  Source ») sont à placer entre la fin de phrase et le point final[comme ça].
- Les liens internes (vers d'autres articles de Wikipédia) sont à choisir avec parcimonie. Créez des liens vers des articles approfondissant le sujet. Les termes génériques sans rapport avec le sujet sont à éviter, ainsi que les répétitions de liens vers un même terme.
- Les liens externes sont à placer uniquement dans une section « Liens externes », à la fin de l'article. Ces liens sont à choisir avec parcimonie suivant les règles définies. Si un lien sert de source à l'article, son insertion dans le texte est à faire par les notes de bas de page.
- La présentation des références doit suivre les conventions bibliographiques. Il est recommandé d'utiliser les modèles {{Ouvrage}}, {{Chapitre}}, {{Article}}, {{Lien web}} et/ou {{Bibliographie}}. Le mode d'édition visuel peut mettre en forme automatiquement les références.
- Insérer une infobox (cadre d'informations à droite) n'est pas obligatoire pour parachever la mise en page.

Pour une aide détaillée, merci de consulter Aide:Wikification.
Si vous pensez que ces points ont été résolus, vous pouvez retirer ce bandeau et améliorer la mise en forme d'un autre article.
 (août 2022).
Si vous disposez d'ouvrages ou d'articles de référence ou si vous connaissez des sites web de qualité traitant du thème abordé ici, merci de compléter l'article en donnant les références utiles à sa vérifiabilité et en les liant à la section « Notes et références ».
Navigation
Top 16 2007-2008 Top 16 2009-2010
Le Championnat de France d'échecs des clubs 2008-2009 est sous la dénomination de Top 16 le plus haut niveau du championnat de France de ce sport.
Seize clubs participent à cette édition de la compétition. Le champion était Évry Grand Roque, qui a relégué le champion en titre Club de Clichy-Echecs-92 à la deuxième place. Provenant de la Nationale 2, Cavalier Bleu Drancy, Lutèce Échecs, L’Échiquier Chalonnais et Grasse Échecs. Alors que Châlons-en-Champagne et Drancy parvenaient à rester en place, Lutèce et Grasse, ainsi que La Tour Sarrazine Antibes et le CE de Bois-Colombes, étaient directement relégués.

## Contexte
Clichy doit compter cette saison, dans la lutte pour conserver son titre, sur la concurrence de Cannes, Évry et Montpellier. Lors de la 1re phase, c'est Évry qui réalise la meilleure opération en battant justement Clichy sur le large score de 5 à 1, à la sixième ronde. Évry est la seule équipe à avoir remporté tous ses matchs avant que ne débute la dernière phase et est donc alors seul en tête, puisque Montpellier a dû concéder le match nul contre Châlons-en-Champagne. Évry conserve ce rythme dans la poule haute : l'équipe francilienne conserve ce rythme lors de la poule haute, ne concédant qu'un nul contre Châlons-en-Champagne, et obtient donc son premier titre de champion de France. En bas de classement, les 4 relégués sont Bois-Colombes, qui a perdu tous ses matchs, le club parisien de Lutèce Échecs, Grasse, et Antibes.

## Modalités
Le tournoi était divisé en un tour préliminaire et un tour final. Les 16 équipes participantes ont été réparties en deux groupes de huit (Groupe A et Groupe B) et ont disputé un tournoi final. Les quatre premiers des deux groupes ont joué en poule haute, les quatre derniers en poule basse pour éviter la relégation. Les équipes qui se sont rencontrées lors des tours préliminaires ne se sont plus affrontées en finale. Le classement était d'abord déterminé par la somme des points d'équipe obtenus lors des tours préliminaires et finaux (3 points pour une victoire, 2 points pour un match nul, 1 point pour une défaite, 0 point pour une défaite sans participation), puis la comparaison directe, puis la différence entre les jeux gagnants et perdants.
| \| Noyon Mulhouse Philidor Metz Strasbourg Chalon-sur-Saône Marseille Antibes Vandœuvre Échecs Cannes Grasse Montpellier \| Localisation des clubs engagés dans le championnat. |
| Noyon Mulhouse Philidor Metz Strasbourg Chalon-sur-Saône Marseille Antibes Vandœuvre Échecs Cannes Grasse Montpellier                                                           |

| \| Clichy Évry Lutèce-Echecs Bois-Colombes Drancy \| Localisation des clubs franciliens engagés dans le championnat. |
| Clichy Évry Lutèce-Echecs Bois-Colombes Drancy                                                                       |

### Calendrier
Les compétitions se sont déroulées du 20 au 22 mars, du 30 avril au 3 mai et du 28 au 31 mai 2009. Dans le groupe A, deux compétitions se sont disputées chacune à Mulhouse et Clichy dans les trois premiers tours, tandis que les quatrième à septième tours ont eu lieu de manière centralisée à Mulhouse. Dans le Groupe B, deux compétitions chacune ont été disputées à Cannes et à Metz lors des trois premiers tours, tandis que les quatrième à septième tours se sont déroulés de manière centralisée à Châlons-en-Champagne. Toutes les rondes de Poule Haute et Poule Basse se sont déroulés au Port-Marly.

### Clubs participants
- Antibes
- Bois-Colombes
- Cannes
- Châlons-en-Champagne
- Clichy
- Drancy
- Évry
- Grasse
- Marseille
- Metz
- Montpellier
- Mulhouse
- A.J.E. Noyon
- Lutèce Echecs, Paris
- Strasbourg
- Vandœuvre

## Généralités
Le nombre de joueurs inscrits n'était pas limité. Alors que Cavalier Bleu Drancy a aligné les mêmes 8 joueurs sur les 11 tours, le CE de Bois-Colombes a aligné 15 joueurs. Au total, 182 joueurs ont été utilisés, dont 68 ont joué les 11 tours. Le meilleur joueur avec 10 points en 11 matchs était Sébastien Feller (Évry), tandis que sa coéquipière Sophie Milliet et Almira Skripchenko (Clichy) avaient chacun 9 points en 11 matchs. Jean-Baptiste Mullon (Clichy), Fiona Steil-Antoni (Vandœuvre) et Mathilde Choisy (Bois-Colombes) ont réalisé un rendement de 100 %, Mullon et Steil-Antoni disputant trois matchs chacun et Choisy deux.

## Effectifs
Les tableaux ci-dessous contiennent les informations suivantes :
```
   N° : numéro de classement
   Titre : titre FIDE en début de saison (rating list janvier 2009) ; GM = Grandmaster, IM = Master International, FM = FIDE Master, WGM = Women's Grandmaster, WIM = Women's International Master, WFM = Women's FIDE Master, CM = Candidate Master, WCM = Women's Candidate Master
   Elo : Classement Elo au début de la saison (liste de notation de janvier 2009) ; pour les joueurs sans classement Elo, le classement national est indiqué entre parenthèses
   Nation : Nationalité selon la liste de notation de janvier 2009.
   G : Nombre de parties gagnantes
   R : Nombre de matchs nuls
   V : Nombre de parties perdantes
   Points : nombre de points obtenus
   Jeux : Nombre de jeux joués
```

### Evry Grand Roque
| Nr. | Titre | Nom                    | Elo  | Nation | G | R | V | Points | Parties |
| --- | ----- | ---------------------- | ---- | ------ | - | - | - | ------ | ------- |
| 1   | GM    | Maxime Vachier-Lagrave | 2696 |        | 7 | 3 | 1 | 8,5    | 11      |
| 2   | GM    | Sergueï Fedortchouk    | 2633 |        | 4 | 1 | 0 | 4,5    | 5       |
| 3   | GM    | Vladimir Chouchelov    | 2575 |        | 3 | 3 | 1 | 4,5    | 7       |
| 4   | GM    | Arnaud Hauchard        | 2497 |        | 4 | 3 | 0 | 5,5    | 7       |
| 5   | GM    | Sébastien Feller       | 2525 |        | 9 | 2 | 0 | 10     | 11      |
| 6   | GM    | Éloi Relange           | 2482 |        | 2 | 5 | 1 | 4,5    | 8       |
| 7   | GM    | Jean-Luc Chabanon      | 2454 |        | 2 | 4 | 2 | 4      | 8       |
| 8   | WGM   | Sophie Milliet         | 2364 |        | 8 | 2 | 1 | 9      | 11      |
| 9   | GM    | Peter Svidler          | 2723 |        | 5 | 2 | 1 | 6      | 8       |
| 10  | GM    | Hikaru Nakamura        | 2701 |        | 7 | 1 | 0 | 7,5    | 8       |
| 11  | GM    | Arthur Youssoupov      | 2576 |        | 1 | 2 | 1 | 2      | 4       |

### Clichy Échecs 92
| Nr. | Titre | Nom                  | Elo  | Nation | G | R | V | Points | Parties |
| --- | ----- | -------------------- | ---- | ------ | - | - | - | ------ | ------- |
| 1   | GM    | Dmitri Iakovenko     | 2760 |        | 5 | 1 | 1 | 5,5    | 7       |
| 2   | GM    | Pavel Tregoubov      | 2647 |        | 6 | 4 | 1 | 8      | 11      |
| 3   | GM    | Arkadij Naiditsch    | 2693 |        | 4 | 1 | 1 | 4,5    | 6       |
| 4   | GM    | Sébastien Mazé       | 2579 |        | 3 | 4 | 4 | 5      | 11      |
| 5   | GM    | Laurent Fressinet    | 2666 |        | 5 | 6 | 0 | 8      | 11      |
| 6   | GM    | Yannick Pelletier    | 2560 |        | 6 | 4 | 1 | 8      | 11      |
| 7   | IM    | Romain Édouard       | 2562 |        | 2 | 6 | 2 | 5      | 10      |
| 8   | IM    | Almira Skripchenko   | 2454 |        | 7 | 4 | 0 | 9      | 11      |
| 9   | FM    | Maxime Lagarde       | 2343 |        | 0 | 1 | 0 | 0,5    | 1       |
| 10  | FM    | Jean-Baptiste Mullon | 2333 |        | 3 | 0 | 0 | 3      | 3       |
| 11  | IM    | Inna Gaponenko       | 2428 |        | 3 | 1 | 0 | 3,5    | 4       |
| 12  |       | Clément Rabineau     | 2254 |        | 1 | 0 | 1 | 1      | 2       |

### Châlons-en-Champagne
| Nr. | Titre | Nom                  | Elo  | Nation | G | R | V | Points | Parties |
| --- | ----- | -------------------- | ---- | ------ | - | - | - | ------ | ------- |
| 1   | GM    | Tomi Nybäck          | 2644 |        | 2 | 1 | 4 | 2,5    | 7       |
| 2   | GM    | Manuel Apicella      | 2517 |        | 5 | 3 | 3 | 6,5    | 11      |
| 3   | GM    | Michał Krasenkow     | 2620 |        | 5 | 5 | 1 | 7,5    | 11      |
| 4   | GM    | Marie Sebag          | 2529 |        | 3 | 5 | 3 | 5,5    | 11      |
| 5   | GM    | Matthieu Cornette    | 2564 |        | 6 | 2 | 3 | 7      | 11      |
| 6   | IM    | Sébastien Cossin     | 2471 |        | 6 | 2 | 3 | 7      | 11      |
| 7   | GM    | Slim Belkhodja       | 2469 |        | 3 | 3 | 5 | 4,5    | 11      |
| 8   | FM    | Fabien Guilleux      | 2303 |        | 5 | 1 | 1 | 5,5    | 7       |
| 9   | GM    | Ilia Smirin          | 2641 |        | 2 | 1 | 1 | 2,5    | 4       |
| 10  | IM    | Jonathan Dourerassou | 2416 |        | 1 | 2 | 1 | 2      | 4       |

### Montpellier Échecs
| Nr. | Titre | Nom                | Elo  | Nation | G | R | V | Points | Parties |
| --- | ----- | ------------------ | ---- | ------ | - | - | - | ------ | ------- |
| 1   | GM    | Loek van Wely      | 2625 |        | 4 | 3 | 0 | 5,5    | 7       |
| 2   | GM    | Hicham Hamdouchi   | 2599 |        | 3 | 7 | 1 | 6,5    | 11      |
| 3   | GM    | Daniël Stellwagen  | 2612 |        | 3 | 2 | 2 | 4      | 7       |
| 4   | GM    | Anthony Kosten     | 2514 |        | 2 | 6 | 3 | 5      | 11      |
| 5   | GM    | Éric Prié          | 2489 |        | 4 | 3 | 4 | 5,5    | 11      |
| 6   | IM    | Fabien Libiszewski | 2481 |        | 3 | 8 | 0 | 7      | 11      |
| 7   | GM    | Glenn Flear        | 2478 |        | 5 | 4 | 2 | 7      | 11      |
| 8   | WFM   | Natacha Benmesbah  | 2138 |        | 3 | 2 | 2 | 4      | 7       |
| 9   | WFM   | Cécile Haussernot  | 1924 |        | 2 | 0 | 2 | 2      | 4       |
| 10  | FM    | Pierre Dussol      | 2232 |        | 0 | 0 | 4 | 0      | 4       |
| 11  |       | Dorian Gelis       | 2124 |        | 0 | 2 | 2 | 1      | 4       |

### Vandoeuvre
| Nr. | Titre | Nom                 | Elo  | Nation | G | R | V | Points | Parties |
| --- | ----- | ------------------- | ---- | ------ | - | - | - | ------ | ------- |
| 1   | GM    | Konstantin Landa    | 2626 |        | 3 | 3 | 1 | 4,5    | 7       |
| 2   | GM    | Igor Glek           | 2524 |        | 2 | 1 | 0 | 2,5    | 3       |
| 3   | GM    | Christian Bauer     | 2610 |        | 4 | 4 | 3 | 6      | 11      |
| 4   | IM    | Nicolas Brunner     | 2413 |        | 5 | 5 | 1 | 7,5    | 11      |
| 5   | IM    | Christophe Philippe | 2458 |        | 1 | 5 | 4 | 3,5    | 10      |
| 6   | IM    | Mustapha Nezar      | 2399 |        | 2 | 6 | 2 | 5      | 10      |
| 7   | FM    | Alain Genzling      | 2309 |        | 5 | 1 | 1 | 5,5    | 7       |
| 8   | WIM   | Mathilde Congiu     | 2231 |        | 2 | 1 | 5 | 2,5    | 8       |
| 9   | WFM   | Fiona Steil-Antoni  | 2143 |        | 3 | 0 | 0 | 3      | 3       |
| 10  | GM    | Georg Meier         | 2641 |        | 4 | 3 | 1 | 5,5    | 8       |
| 11  | GM    | Friso Nijboer       | 2562 |        | 1 | 3 | 0 | 2,5    | 4       |
| 12  |       | Joachim Iglesias    | 2229 |        | 1 | 0 | 2 | 1      | 3       |
| 13  | FM    | Cédric Paci         | 2301 |        | 0 | 1 | 2 | 0,5    | 3       |

### Cannes
| Nr. | Titre | Nom                 | Elo  | Nation | G | R | V | Points | Parties |
| --- | ----- | ------------------- | ---- | ------ | - | - | - | ------ | ------- |
| 1   | GM    | Krishnan Sasikiran  | 2711 |        | 2 | 4 | 1 | 4      | 7       |
| 2   | GM    | Vladislav Tkachiev  | 2657 |        | 1 | 9 | 1 | 5,5    | 11      |
| 3   | GM    | Murtas Kazhgaleyev  | 2630 |        | 7 | 3 | 1 | 8,5    | 11      |
| 4   | GM    | Robert Fontaine     | 2546 |        | 3 | 5 | 3 | 5,5    | 11      |
| 5   | GM    | Mladen Palac        | 2553 |        | 2 | 4 | 1 | 4      | 7       |
| 6   | IM    | Pavel Govciyan      | 2411 |        | 5 | 6 | 0 | 8      | 11      |
| 7   | WGM   | Maria Leconte       | 2334 |        | 2 | 3 | 6 | 3,5    | 11      |
| 8   | IM    | Damir Levacic       | 2284 |        | 4 | 2 | 2 | 5      | 8       |
| 9   | GM    | Sebastian Siebrecht | 2433 |        | 2 | 2 | 0 | 3      | 4       |
| 10  | IM    | Patrick Levacic     | 2307 |        | 1 | 1 | 2 | 1,5    | 4       |
| 11  |       | Gary Giroyan        | 2168 |        | 2 | 0 | 1 | 2      | 3       |

### Mulhouse Philidor
| Nr. | Titre | Nom                | Elo  | Nation | G | R | V | Points | Parties |
| --- | ----- | ------------------ | ---- | ------ | - | - | - | ------ | ------- |
| 1   | GM    | Alekseï Dreïev     | 2688 |        | 0 | 2 | 1 | 1      | 3       |
| 2   | GM    | Viktor Bologan     | 2687 |        | 2 | 0 | 1 | 2      | 3       |
| 3   | GM    | Thal Abergel       | 2509 |        | 4 | 6 | 0 | 7      | 10      |
| 4   | IM    | Jean-Noël Riff     | 2520 |        | 2 | 7 | 1 | 5,5    | 10      |
| 5   | GM    | Andreï Sokolov     | 2552 |        | 1 | 8 | 2 | 5      | 11      |
| 6   | IM    | Anthony Wirig      | 2464 |        | 2 | 4 | 4 | 4      | 10      |
| 7   | FM    | François Fargère   | 2444 |        | 6 | 3 | 2 | 7,5    | 11      |
| 8   | WIM   | Anne Muller        | 2120 |        | 1 | 3 | 7 | 2,5    | 11      |
| 9   | GM    | David Navara       | 2654 |        | 3 | 0 | 1 | 3      | 4       |
| 10  | GM    | Radosław Wojtaszek | 2630 |        | 1 | 2 | 1 | 2      | 4       |
| 11  | GM    | Youriï Vovk        | 2575 |        | 2 | 0 | 1 | 2      | 3       |
| 12  | IM    | Sebastian Bogner   | 2511 |        | 2 | 0 | 2 | 2      | 4       |
| 13  |       | Marc Fischer       | 2213 |        | 0 | 4 | 0 | 2      | 4       |

### AJE Noyon
| Nr. | Titre | Nom                  | Elo  | Nation | G | R | V | Points | Parties |
| --- | ----- | -------------------- | ---- | ------ | - | - | - | ------ | ------- |
| 1   | GM    | Jordi Magem Badals   | 2522 |        | 1 | 2 | 4 | 2      | 7       |
| 2   | GM    | Cyril Marcelin       | 2495 |        | 3 | 6 | 2 | 6      | 11      |
| 3   | IM    | David Housieaux      | 2419 |        | 2 | 3 | 5 | 3,5    | 10      |
| 4   | IM    | Diego Adla           | 2508 |        | 2 | 4 | 5 | 4      | 11      |
| 5   | FM    | Nicolas Cléry        | 2373 |        | 3 | 1 | 6 | 3,5    | 10      |
| 6   | IM    | Chi-Minh Nguyen      | 2429 |        | 3 | 2 | 5 | 4      | 10      |
| 7   | IM    | Maxime Aguettaz      | 2396 |        | 3 | 4 | 3 | 5      | 10      |
| 8   | WFM   | Karine Assad         | 2038 |        | 3 | 3 | 5 | 4,5    | 11      |
| 9   | GM    | Leonid Gofshtein     | 2533 |        | 0 | 4 | 0 | 2      | 4       |
| 10  |       | Daniel van Heirzeele | 2177 |        | 0 | 2 | 2 | 1      | 4       |

### Marseille Échecs
| Nr. | Titre | Nom                  | Elo  | Nation | G | R | V | Points | Parties |
| --- | ----- | -------------------- | ---- | ------ | - | - | - | ------ | ------- |
| 1   | GM    | Étienne Bacrot       | 2722 |        | 4 | 4 | 2 | 6      | 10      |
| 2   | GM    | Aleksander Delchev   | 2647 |        | 2 | 5 | 3 | 4,5    | 10      |
| 3   | GM    | Igor-Alexandre Nataf | 2533 |        | 2 | 7 | 2 | 5,5    | 11      |
| 4   | GM    | Kamil Mitoń          | 2595 |        | 4 | 1 | 0 | 4,5    | 5       |
| 5   | GM    | Jean-Marc Degraeve   | 2553 |        | 3 | 7 | 1 | 6,5    | 11      |
| 6   | IM    | Cyril Marzolo        | 2484 |        | 1 | 8 | 2 | 5      | 11      |
| 7   | IM    | Yannick Gozzoli      | 2503 |        | 3 | 7 | 1 | 6,5    | 11      |
| 8   |       | Laurie Delorme       | 2171 |        | 2 | 5 | 4 | 4,5    | 11      |
| 9   |       | Arnaud Denoyelle     | 2215 |        | 0 | 0 | 1 | 0      | 1       |
| 10  | GM    | Mateusz Bartel       | 2601 |        | 0 | 0 | 1 | 0      | 1       |
| 11  | GM    | Radosław Jedynak     | 2497 |        | 1 | 3 | 0 | 2,5    | 4       |
| 12  | FM    | David Guadalpi       | 2313 |        | 1 | 1 | 0 | 1,5    | 2       |

### Metz Fischer
| Nr. | Titre | Nom                  | Elo  | Nation | G | R | V | Points | Parties |
| --- | ----- | -------------------- | ---- | ------ | - | - | - | ------ | ------- |
| 1   | GM    | Dumitru Svetușchin   | 2593 |        | 6 | 5 | 0 | 8,5    | 11      |
| 2   | GM    | Evguéni Postny       | 2652 |        | 6 | 3 | 2 | 7,5    | 11      |
| 3   | GM    | Alexander Riazantsev | 2634 |        | 5 | 6 | 0 | 8      | 11      |
| 4   | IM    | Jean-René Koch       | 2453 |        | 5 | 5 | 1 | 7,5    | 11      |
| 5   | FM    | Olivier Pucher       | 2338 |        | 4 | 2 | 3 | 5      | 9       |
| 6   | FM    | Emmanuel Neiman      | 2358 |        | 1 | 2 | 3 | 2      | 6       |
| 7   |       | Thomas Hisler        | 2238 |        | 1 | 1 | 1 | 1,5    | 3       |
| 8   |       | Marie Leclair        | 1987 |        | 2 | 2 | 7 | 3      | 11      |
| 9   | FM    | Benoît Taddei        | 2265 |        | 1 | 2 | 2 | 2      | 5       |
| 10  | FM    | Jacques Elbilia      | 2402 |        | 3 | 1 | 3 | 3,5    | 7       |
| 11  |       | Sébastien Pucher     | 2267 |        | 0 | 2 | 1 | 1      | 3       |

### Cercle d’Échecs de Strasbourg
| Nr. | Titre | Nom                 | Elo  | Nation | G | R | V | Points | Parties |
| --- | ----- | ------------------- | ---- | ------ | - | - | - | ------ | ------- |
| 1   | GM    | Anatoli Vaïsser     | 2513 |        | 2 | 7 | 2 | 5,5    | 11      |
| 2   | GM    | Eduardas Rozentalis | 2590 |        | 3 | 6 | 2 | 6      | 11      |
| 3   | GM    | Gábor Kállai        | 2462 |        | 2 | 3 | 2 | 3,5    | 7       |
| 4   | IM    | Daniel Roos         | 2425 |        | 5 | 4 | 2 | 7      | 11      |
| 5   | IM    | Péter Varga         | 2446 |        | 0 | 6 | 1 | 3      | 7       |
| 6   | IM    | Louis Roos          | 2350 |        | 3 | 5 | 1 | 5,5    | 9       |
| 7   | FM    | Emmanuel Reinhart   | 2329 |        | 0 | 3 | 5 | 1,5    | 8       |
| 8   | WIM   | Malina Nicoara      | 2163 |        | 3 | 6 | 2 | 6      | 11      |
| 9   | IM    | Jean-Luc Roos       | 2300 |        | 1 | 1 | 4 | 1,5    | 6       |
| 10  | GM    | Fabian Döttling     | 2564 |        | 2 | 5 | 0 | 4,5    | 7       |

### Drancy
| Nr. | Titre | Nom                | Elo  | Nation | G | R | V | Points | Parties |
| --- | ----- | ------------------ | ---- | ------ | - | - | - | ------ | ------- |
| 1   | GM    | Dmitri Komarov     | 2530 |        | 3 | 7 | 1 | 6,5    | 11      |
| 2   | GM    | Vladimir Lazarev   | 2479 |        | 2 | 6 | 3 | 5      | 11      |
| 3   | GM    | Nikolaï Legky      | 2468 |        | 2 | 6 | 3 | 5      | 11      |
| 4   | GM    | Todor Todorov      | 2507 |        | 3 | 6 | 2 | 6      | 11      |
| 5   | IM    | Jean-Philippe Karr | 2388 |        | 3 | 3 | 5 | 4,5    | 11      |
| 6   | FM    | Yannick Berthelot  | 2323 |        | 1 | 2 | 8 | 2      | 11      |
| 7   | IM    | Nicolas Giffard    | 2370 |        | 3 | 3 | 5 | 4,5    | 11      |
| 8   |       | Margaux Lefevre    | 2007 |        | 2 | 5 | 4 | 4,5    | 11      |

### Antibes
| Nr. | Titre | Nom                      | Elo    | Nation | G | R | V | Points | Parties |
| --- | ----- | ------------------------ | ------ | ------ | - | - | - | ------ | ------- |
| 1   | GM    | Igor Khenkin             | 2644   |        | 1 | 1 | 1 | 1,5    | 3       |
| 2   | GM    | Branko Damljanović       | 2587   |        | 3 | 5 | 3 | 5,5    | 11      |
| 3   | GM    | Mircea Pârligras         | 2605   |        | 1 | 5 | 1 | 3,5    | 7       |
| 4   | GM    | Gilles Mirallès          | 2477   |        | 1 | 8 | 2 | 5      | 11      |
| 5   |       | Manuel Bijaoui           | 2404   |        | 3 | 6 | 2 | 6      | 11      |
| 6   |       | Mathieu Acher            | 2381   |        | 1 | 3 | 7 | 2,5    | 11      |
| 7   |       | Flavio Perez             | 2276   |        | 2 | 3 | 4 | 3,5    | 9       |
| 8   |       | Sylviane Albaladejo      | (1210) |        | 0 | 0 | 1 | 0      | 1       |
| 9   |       | Caroline Cochet          | 2052   |        | 2 | 4 | 4 | 4      | 10      |
| 10  | GM    | Oleg Korneïev            | 2587   |        | 0 | 2 | 2 | 1      | 4       |
| 11  | GM    | Vassílios Kotroniás      | 2610   |        | 2 | 2 | 0 | 3      | 4       |
| 12  | GM    | Micheil Mtschedlischwili | 2586   |        | 1 | 3 | 0 | 2,5    | 4       |
| 13  |       | Iannis Bokias            | 2046   |        | 0 | 1 | 1 | 0,5    | 2       |

### Grasse
| Nr. | Titre | Nom                | Elo  | Nation | G | R | V | Points | Parties |
| --- | ----- | ------------------ | ---- | ------ | - | - | - | ------ | ------- |
| 1   | IM    | Nanko Dobrev       | 2409 |        | 1 | 3 | 7 | 2,5    | 11      |
| 2   | IM    | Nicolas Eliet      | 2429 |        | 1 | 4 | 6 | 3      | 11      |
| 3   | FM    | Raffaele di Paolo  | 2336 |        | 1 | 2 | 4 | 2      | 7       |
| 4   | IM    | Bogomil Andonow    | 2316 |        | 1 | 2 | 4 | 2      | 7       |
| 5   | IM    | Ismael Karim       | 2407 |        | 2 | 6 | 3 | 5      | 11      |
| 6   | IM    | Samy Shoker        | 2399 |        | 4 | 1 | 6 | 4,5    | 11      |
| 7   |       | Flavien Forestier  | 2165 |        | 2 | 1 | 3 | 2,5    | 6       |
| 8   |       | Carole Forestier   | 2096 |        | 6 | 0 | 5 | 6      | 11      |
| 9   |       | Jeremy Henneteau   | 2106 |        | 0 | 1 | 2 | 0,5    | 3       |
| 10  | IM    | Aleksandar Čolović | 2443 |        | 0 | 3 | 5 | 1,5    | 8       |
| 11  |       | Fabrice Buffe      | 2158 |        | 0 | 1 | 1 | 0,5    | 2       |

### Lutèce Échecs
| Nr. | Titre | Nom                          | Elo  | Nation | G | R | V | Points | Parties |
| --- | ----- | ---------------------------- | ---- | ------ | - | - | - | ------ | ------- |
| 1   | GM    | Alberto David                | 2602 |        | 2 | 4 | 3 | 4      | 9       |
| 2   | IM    | Kamran Shirazi               | 2410 |        | 0 | 2 | 9 | 1      | 11      |
| 3   | FM    | José L. San Emeterio Cabanes | 2392 |        | 2 | 5 | 4 | 4,5    | 11      |
| 4   | FM    | Patrice Babault              | 2348 |        | 2 | 3 | 1 | 3,5    | 6       |
| 5   |       | Pierre Carpentier            | 2236 |        | 3 | 1 | 5 | 3,5    | 9       |
| 6   | FM    | Yves Lamorelle               | 2217 |        | 0 | 2 | 5 | 1      | 7       |
| 7   |       | Xavier Wunderman             | 2183 |        | 1 | 1 | 6 | 1,5    | 8       |
| 8   | WFM   | Aurélie Dacalor              | 2041 |        | 3 | 1 | 7 | 3,5    | 11      |
| 9   |       | Julien Lamorelle             | 2170 |        | 0 | 1 | 2 | 0,5    | 3       |
| 10  |       | Nicolas Maleki               | 2173 |        | 1 | 0 | 4 | 1      | 5       |
| 11  | IM    | Davoud Pira                  | 2388 |        | 2 | 0 | 6 | 2      | 8       |

### Bois-Colombes
| Nr. | Titre | Nom                   | Elo  | Nation | G | R | V | Points | Parties |
| --- | ----- | --------------------- | ---- | ------ | - | - | - | ------ | ------- |
| 1   | IM    | Claude Landenbergue   | 2410 |        | 1 | 4 | 6 | 3      | 11      |
| 2   | GM    | Mikhail Kozakov       | 2457 |        | 1 | 4 | 6 | 3      | 11      |
| 3   | IM    | Alexandre Vuilleumier | 2305 |        | 1 | 4 | 5 | 3      | 10      |
| 4   | IM    | Pascal Chomet         | 2348 |        | 0 | 3 | 6 | 1,5    | 9       |
| 5   | FM    | Brice le Roy          | 2307 |        | 0 | 4 | 6 | 2      | 10      |
| 6   | WIM   | Pauline Guichard      | 2268 |        | 0 | 5 | 4 | 2,5    | 9       |
| 7   |       | Christian Deriuex     | 2156 |        | 2 | 2 | 6 | 3      | 10      |
| 8   |       | Vincent Stenel        | 2103 |        | 1 | 2 | 5 | 2      | 8       |
| 9   |       | Boris Plane           | 2160 |        | 1 | 0 | 1 | 1      | 2       |
| 10  | WFM   | Mathilde Choisy       | 2139 |        | 2 | 0 | 0 | 2      | 2       |
| 11  |       | Vincent Bernard       | 2191 |        | 0 | 1 | 0 | 0,5    | 1       |
| 12  |       | Ameur Frih            | 2088 |        | 0 | 1 | 1 | 0,5    | 2       |
| 13  |       | Clement Metzger       | 2165 |        | 0 | 1 | 0 | 0,5    | 1       |
| 14  |       | Jeremiasz Konopka     | 2015 |        | 0 | 0 | 1 | 0      | 1       |
| 15  |       | Remi Soupizon         | 2032 |        | 0 | 1 | 0 | 0,5    | 1       |

## Compétition
Dans le groupe A, alors qu'Évry et Clichy s'étaient déjà assurés très tôt des places dans la Poule Haute, Mulhouse et Noyon n'ont pu tenir Marseille à distance que dans le dernier tour. Dans le groupe B, Montpellier, Cannes et Châlons-en-Champagne étaient déjà confirmés comme participants à la Poule Haute avant le dernier tour, alors que la décision entre Vandœuvre et Metz n'a été prise qu'au dernier tour en faveur de Vandœuvre.
Évry avait débuté la Poule Haute avec 7 victoires et avait déjà deux points d'avance sur Clichy et Montpellier. En fait, Évry n'a concédé qu'un match nul et est devenu le nouveau champion de France. Antibes, Grasse, Lutèce et Bois-Colombes étaient déjà relégués avant le dernier tour.

### Classement
- Poule Haute

| Club                    | Classement | Prec. | L1 dep. | Nb sais. | Pts. | j. | d.  | p. | c. |
| ----------------------- | ---------- | ----- | ------- | -------- | ---- | -- | --- | -- | -- |
| Évry Grand Roque        | 1er        | 4e    | 2004    | 5        | 32   | 11 | 44  | 52 | 8  |
| Clichy Échecs 92        | 2e         | 1er   | ?       |          | 31   | 11 | 34  | 45 | 11 |
| Échiquier châlonnais P  | 3e         |       | 2009    |          | 25   | 11 | 13  | 38 | 25 |
| Échecs Club Montpellier | 4e         | 3e    | ?       |          | 25   | 11 | 7   | 29 | 22 |
| Vandœuvre-Echecs        | 5e         | 7e    | 2007    | 6        | 24   | 11 | 11  | 33 | 22 |
| Cannes Échecs           | 6e         | 2e    | ?       |          | 24   | 11 | 13  | 31 | 18 |
| Mulhouse Philidor       | 7e         | 6e    | 1997    |          | 24   | 11 | 3   | 26 | 23 |
| A.J.E. Noyon            | 8e         | 10e   | 2008    |          | 19   | 11 | -17 | 20 | 37 |

- Poule Basse

| Club                               | Classement | Prec. | L1 dep. | Nb sais. | Pts. | j. | d.  | p. | c. |
| ---------------------------------- | ---------- | ----- | ------- | -------- | ---- | -- | --- | -- | -- |
| Marseille Échecs                   | 9e         | 9e    | 2007    | 2        | 25   | 11 | 6   | 23 | 17 |
| Metz Fischer                       | 10e        | 8e    | 2007    |          | 25   | 11 | 11  | 34 | 23 |
| Cercle d'échecs de Strasbourg      | 11e        | 11e   | 2006    |          | 22   | 11 | 0   | 21 | 21 |
| Cavalier Bleu de Drancy P          | 12e        |       | 2009    |          | 18   | 11 | -12 | 19 | 31 |
| La Tour Sarrazine - Antibes R      | 13e        | 12e   | 2006    |          | 18   | 11 | -11 | 17 | 28 |
| Echecs Grasse P R                  | 14e        |       | 2009    |          | 16   | 11 | -28 | 18 | 46 |
| Lutèce Echecs P R                  | 15e        |       | 2009    |          | 13   | 11 | -36 | 16 | 52 |
| Cercle d'échecs de Bois-Colombes R | 16e        | 13e   | 2008    |          | 11   | 11 | -38 | 9  | 47 |